# Aristolochia flexuosa
Aristolochia flexuosa är en piprankeväxtart som beskrevs av Pierre Étienne Simon Duchartre. Aristolochia flexuosa ingår i släktet piprankor, och familjen piprankeväxter. Inga underarter finns listade i Catalogue of Life.